# Сегерс, Кик
Кик Сегерс (нидерл. Kick Seegers; род. 1 марта 1953, Нарден, Северная Голландия) — нидерландский футболист, игравший на позиции левого полузащитника.

## Карьера
На профессиональном уровне дебютировал в сезоне 1974/75 за амстердамский «Аякс». В чемпионате Нидерландов дебютировал 11 мая 1975 года в гостевом матче против клуба МВВ, завершившимся вничью со счётом 0:0. В игре Сегерс вышел на замену вместо Джонни Репа на 61-й минуте матча. Затем Кик продолжил выступать за одну из резервных команд «Аякса».
Летом 1976 года Сегерс перешёл в клуб первого дивизиона «Херенвен», подписав с командой контракт на два года. Перед началом сезона 1977/78 Сегерс высказал своё желание покинуть команду, однако он всё же остался в клубе.
В августе 1978 года Кик стал игроком «Фортуны» из Ситтарда, а спустя два сезона перебрался в бельгийский «Билзен».